# Rami Jiowda
Rami Jiowda (født 12. juni 1988) er en tidligere dansk professionel fodboldspiller, hvis primære position var på den defensive midtbane.

## Spillerkarriere
Jiowda fik størstedelen af sin fodboldopdragelse i Boldklubben Fremad Amager og blev senere udtaget til øens fodboldsamarbejde Amager (ynglinge) i en periode i sin ungdom. Præstationerne på det fælles fodboldhold resulterede i den daværende cheftræner Benny Johansen for Fremad Amagers divisionshold lod den daværende ynglingespiller træne som amatør med førsteholdstruppen.
Jiowda fik sin debut på seniorniveau den 5. november 2006 for barndomsklubbens 1. seniorhold i forbindelse med en hjemmebanekamp mod FC Fredericia i 1. division, da han blev skiftet ind i det 75. minut i stedet for Tem Hansen. Indsatsen i kampen var nok til at overbevise klubbens professionelle ledelse at underskrive en mere permanent spillerkontrakt med ham. Jiowda nåede at deltage i samlet 11 divisionskampe (ingen scoringer) i hans debutsæson for amagerkanerne, der efter 2006/07-sæsonen rykkede ned i den tredjebedste fodboldrække. I efterårssæsonen 2007 blev det imidlertid kun til fire optrædener med klubbens bedste mandskab og klubbens ledelse valgte i vinterpausen 2007/2008 ikke at tilbyde en forlængelse af defensivspillerens spillerkontrakt.